# 2016년 하계 올림픽 축구
제31회 하계 올림픽 축구 경기는 2016년 8월 3일부터 8월 20일까지 브라질에서 열릴 예정이다. 지난 대회와 마찬가지로 남자부는 23세 이하 대표팀을, 여자부는 국가대표팀을 출전시켜 대회를 진행시켰다. 남자 대표팀은 23세 초과인 선수를 세 명을 와일드 카드로서 출전시키도록 허용했다.

## 경기장
| 브라질리아             | 상파울루                      | 벨루오리존치       | 사우바도르         |
| ---------------------- | ----------------------------- | ------------------ | ------------------ |
| 이스타지우 마네 가힌샤 | 아레나 코린치앙스             | 미네이랑           | 아레나 폰치 노바   |
| 수용인원: 69,349명     | 수용인원: 48,234명            | 수용인원: 58,170명 | 수용인원: 51,900명 |
|                        |                               |                    |                    |
| 마나우스               | 리우데자네이루                | 리우데자네이루     |                    |
| 아레나 아마조니아      | 주앙 아벨란제 올림픽 스타디움 | 마라카낭           |                    |
| 수용인원: 40,549명     | 수용인원: 60,000명            | 수용인원: 74,738명 |                    |
|                        |                               |                    |                    |

## 참가국

### 남자

#### 메달
| 종목        | 금     | 은   | 동         |
| ----------- | ------ | ---- | ---------- |
| 남자부 축구 | 브라질 | 독일 | 나이지리아 |

### 여자

#### 메달
| 종목        | 금   | 은     | 동     |
| ----------- | ---- | ------ | ------ |
| 여자부 축구 | 독일 | 스웨덴 | 캐나다 |